# Elektroneurografie
Die Elektroneurografie oder Elektroneurographie (ENG) ist eine Methode der Elektrodiagnostik in der Neurologie zur Bestimmung des Funktionszustands eines peripheren Nervs. Es werden unter anderem die Nervenleitgeschwindigkeiten und deren Verteilung, die Amplitude und die Refraktärzeit erfasst.

## Technik
Das Grundprinzip besteht darin, einen Nerv (zumeist an den Gliedmaßen) mittels eines kurzen (0,1–2,0 ms) elektrischen Impulses (Rechteckspannung) zu reizen. Dadurch kommt es zur Depolarisation des Nervs, die in beide Richtungen über die Nervenfaser (Axon) weitergeleitet wird. Die ausgelöste Spannungsänderung kann je nach Fragestellung dann entlang des Nervs gemessen werden. In der medizinischen Routinediagnostik können so wertvolle Informationen über den Funktionszustand von Nerven und den Ort einer Störung gewonnen werden. Es handelt sich dabei aber stets um die Summenantwort sehr vieler Nervenfasern. Vereinbarungsgemäß wird deshalb die Nervenleitgeschwindigkeit der schnellstleitenden Fasern angegeben.
Die Nervenleitgeschwindigkeiten motorischer Nervenfasern lassen sich durch Stimulation des Nervs an zwei verschiedenen Orten und Messen der Reizantworten im Muskel einfach bestimmen. Es wird die Differenz der Leitungszeiten (Latenzen) zum Beispiel in ms und die Differenz der Reizorte zum Beispiel in mm bestimmt. Die Kenntnis von Abstand und Differenzzeit ermöglicht die Berechnung der Nervenleitgeschwindigkeit durch Bildung des Quotienten Abstand/Zeit.
Die Amplitude der Reizantwort gibt einen groben Anhalt über die Anzahl der weiterleitenden Nervenfasern, ist aber auch unter anderem von der Lage und Form der Ableitelektrode abhängig.
Durch Ableitung der F-Welle können für motorische Nerven auch Aussagen über die Nervenleitung bis hin zum Soma der Nervenzelle, das für Arm- und Beinnerven im Vorderhorn des Rückenmarks liegt, getroffen werden. Bei der F-Welle handelt es sich um ein in seiner Ausprägung schwankendes, spätes Antwortpotential mit niedriger Amplitude, welches nach der Stimulation auftritt.
Der H-Reflex gibt Auskunft über den Zustand des spinalen Muskeleigenreflexbogens. Er ist das elektrische Pendant zu dem mechanisch mit Hilfe eines Reflexhammers ausgelösten Reflex.
Eine A-Welle kann eine Läsion des Nerven auf dem erfassten Abschnitt des Nervs anzeigen.
Nach einer Depolarisation der Nervenmembran muss der Ausgangszustand durch aktive Vorgänge zunächst wiederhergestellt werden, bis eine erneute Erregung der Membran möglich ist. Diese Zeit wird Refraktärzeit genannt. Die Bestimmung der Refraktärzeit gibt wichtige Hinweise auf den Funktionszustand des Nervs.
Apparative Voraussetzung sind ein entsprechend regelbarer Stimulator, ein Messsystem für die Spannung mit Speicher sowie eine Auswertungseinheit zur Vermessung der aufgezeichneten Potentiale. Entsprechende Geräte sind in vielen neurologischen Abteilungen und Praxen verfügbar.
Die elektrische Reizung des Nervs wird vom Untersuchten zumeist als unangenehm, manchmal auch als schmerzhaft empfunden. Die Empfindlichkeit ist jedoch individuell recht verschieden.

## Untersuchungsziel
Grundsätzlich ist die Elektroneurografie zur Untersuchung der Funktion von solchen Nerven geeignet, die ausreichend oberflächennah verlaufen, um sie sowohl elektrisch reizen zu können als auch ein Antwortpotenzial ableiten zu können. Dies ist überwiegend für Nerven im Bereich der Gliedmaßen gegeben.
Die Untersuchung ist daher vorwiegend indiziert, um Schädigungen einzelner Nerven (zum Beispiel durch Verletzungen im Rahmen eines Unfalls) oder allgemeine Nervenschädigungen (Polyneuropathie) zu untersuchen.
Dabei ist es möglich, zwischen einer Schädigung der Myelinscheiden (der Isolation einer einzelnen Nervenfaser) und einer Schädigung der Axone (der Nervenfasern selbst) zu unterscheiden. Eine Zerstörung der Myelinscheide führt durch Beeinträchtigung der saltatorischen Erregungsleitung zur Verminderung der Nervenleitgeschwindigkeit. Demgegenüber kommt es durch Verlust der Axone zur Verringerung der Amplitude der Reizantwort. Bei vielen Erkrankungen kommt es jedoch zu beiden Phänomenen mit Betonung eines Aspektes.
Bei erblich oder entzündlich bedingten demyelinisierenden Nervenerkrankungen (HMSN-I bzw. Guillain-Barré-Syndrom und Varianten) liegt eine Schädigung der Myelinscheiden und folglich eine Verminderung der Nervenleitgeschwindigkeiten vor. Bei durch Diabetes mellitus bedingter Polyneuropathie werden vorwiegend die Myelinscheiden, bei alkoholtoxischer Ursache vorwiegend die Axone geschädigt.
Die elektrische Serienreizung motorischer Nerven erlaubt es, Störungen der Erregungsübertragung vom Nerven auf Skelettmuskeln zu untersuchen. Bei der Myasthenie kommt es dabei zum Beispiel zu einer Abnahme der Reizantwort im Laufe von 5–10 (3/s) gleich starken Reizungen, was als Dekrement bezeichnet wird.

## Verwandte Untersuchungen
Für eine weitere Beurteilung der motorischen Nerven (die die Muskeln steuern) ist oft eine Elektromyografie sinnvoll. Zur weiteren Beurteilung der Funktion sensibler Nerven ist für die körpernahen Abschnitte und die Weiterleitung im Rückenmark und Gehirn die Ableitung Evozierter Potentiale erforderlich.